# Mohamed Karbouchi
Mohamed Karbouchi (ur. 17 czerwca 1987) – marokański zapaśnik walczący w stylu wolnym. 
Brązowy medalista mistrzostw Afryki w 2013 i piąty w 2012 i 2016 roku.